# Pimoa trifurcata
Pimoa trifurcata är en spindelart som beskrevs av Xu och Li 2007. Pimoa trifurcata ingår i släktet Pimoa och familjen Pimoidae. Inga underarter finns listade i Catalogue of Life.